# Nannacara
Nannacara es un género de peces de agua dulce de la familia de los cíclidos, el que contiene 6 especies, las que habitan en biotopos de agua dulce en regiones tropicales del norte de América del Sur.

## Taxonomía
Descripción original
Este género fue descrito originalmente en el año 1905 por el ictiólogo inglés Charles Tate Regan.
La etimología de Nannacara se construye con la palabra en latín nannus que significa ‘pequeño’ y la palabra en griego kara que se traduce como ‘rostro’.
Relaciones filogenéticas y utilización en acuarismo

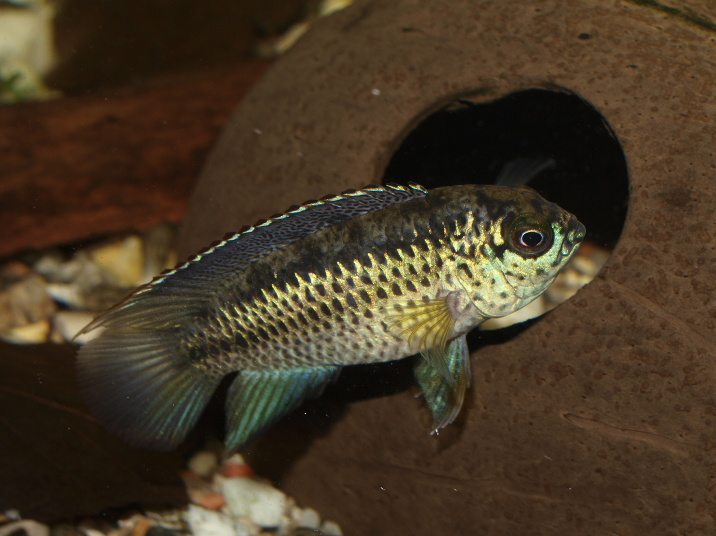
Macho de Nannacara anomala.

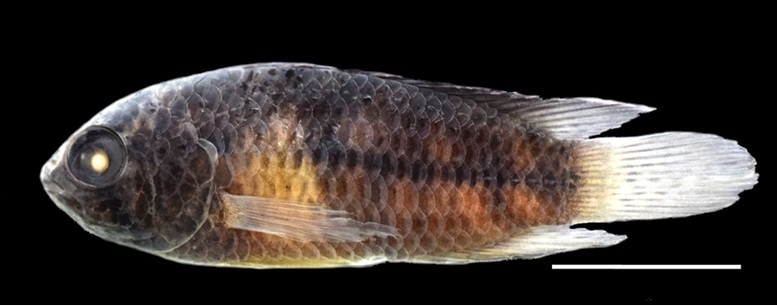
Nannacara aureocephalus.

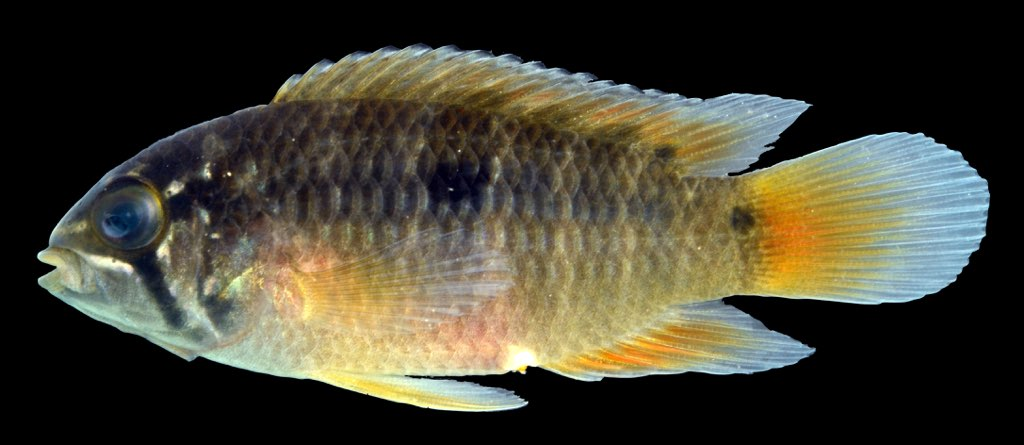
Nannacara bimaculata.

El género es parte de la tribu Cichlasomatini de la subfamilia Cichlasomatinae. En el acuarismo es tratado en el grupo de los cíclidos enanos, junto con Apistogramma, Mikrogeophagus y Dicrossus. La especie del género más comúnmente encontrada en el comercio de acuarismo es Nannacara anomala.

### Subdivisión
- Nannacara anomala Regan, 1905
- Nannacara aureocephalus Allgayer, 1983[5]
- Nannacara quadrispinae Staeck & Schindler, 2004[6]
- Nannacara taenia Regan, 1912

Especies propuestas para escindirlas en el género Ivanacara
- Nannacara adoketa Kullander et Prada-Pedreros, 1993[7]
- Nannacara bimaculata Eigenmann, 1912[8]

Esta propuesta de Uwe Römer se publicó en 2007. Fue relativamente aceptada.
Especies transferidas a Aequidens
La especie Nannacara hoehnei Miranda Ribeiro, 1918 fue transferido al género  Aequidens.